# Taquistoscopio
El taquistoscopio (del griego τάχυστος, ‘muy rápido’, y σκοπέω, ‘mirar’) es un aparato que sirve para presentar a una persona imágenes luminosas durante un tiempo muy breve, con el fin de experimentar y medir ciertas modalidades de la percepción.
En 1887 es construido por  Ottomar Anschütz, un inventor y fotógrafo alemán que realizó diferentes prototipos de cámaras para representar el movimiento, por lo que fue pionero en el campo de la cronofotografía. Sirve para presentar visualmente letras, números o figuras en una fracción de segundo o de forma muy breve. La persona que observa debe decir luego lo que ha visto. Se usa en experimentos que estudian la percepción. 
Originariamente, se utilizó el taquistoscopio para ver los efectos de la publicidad subliminal, en la que se presentan mensajes tan brevemente que el observador no es consciente de haberlos visto.[cita requerida]
No hay estudios concluyentes de que esta presentación subliminal sea efectiva.[cita requerida]
- Datos: Q1756810